# Робертсон, Жером
Жером Бонапарт Робертсон (Jerome Bonaparte Robertson) (14 марта 1815 — 7 января 1890) — американский медик, участник войн с индейцами, техасский политик и генерал армии Конфедерации во время  гражданской войны. Знаменит в основном тем, что командовал техасской бригадой в битве при Геттисберге.

## Ранние годы
Робертсон родился в Кентукки, в округе Вудфорд, в семье шотландского эмигранта Корнелиуса Робертсона и его жены Клариссы Хилл (Кич) Робертсон. Его отец умер, когда Робертсону было всего 4 года, оставив семью практически в нищете. Не имея возможности содержать семью, мать отдала ребенка в подмастерья шляпнику, который переехал с ним в миссурийский Сент-Луис в 1824 году. Несмотря на полное отсутствие образования, один из докторов Сент-Луиса взял его к себе ассистентом. Это помогло ему впоследствии поступить в Трансильванский университет в Лексингтоне (Кентукки), где он изучал медицину. Он окончил университет в 1835, а когда в 1836 году началась Техасская Революция, Робертсон вступил в отряд кентуккийских добровольцев и собирался отправиться в Техас. Отряд задержался в Новом Орлеане и прибыл в Техас только в сентябре 1836 года. Робертсон вступил в армию республики Техас в звании капитана.
В 1837 году боевые действия в Техасе прекратились, поэтому Робертсон подал в отставку и вернулся в Кентукки, где женился на Мэри Элизабет Камминс. В декабре того же года он с женой вернулся в Техас и купил землю в Вашингтоне-на-Бразосе. Там он занялся врачебной практикой и время от времени сражался с индейцами на фронтире. Он также изредка вступал в ополчение во время отражения двух вторжений мексиканской армии в 1842 году. Робертсону пришлось служить городским коронером, мэром и почтмейстером, и в итоге в 1845 году он построил себе дом в Индепенденсе. На следующий год республика Техас стала штатом США, а в 1847 году Робертсон был избран в палату представителей, а в 1849 — в сенат штата.
В семье Робертсона было трое детей, один из которых умер в младенчестве. Его сын Феликс Хьюстон впоследствии стал бригадным генералом армии Конфедерации.

## Гражданская война
Робертсон был делегатом Совета по Сецессии Техаса в январе 1861 года, а впоследствии собрал роту добровольцев для армии Конфедерации. Рота стала частью 5-го Техасского пехотного полка, а Робертсон был избран её капитаном. 5-й Техасский был отправлен на восток, где стал частью знаменитой Техасской бригады генерала Джона Худа.
В ноябре 1861 года Робертсон стал подполковником, а когда командир полка, Джеймс Арчер, ушел на повышение, Робертсон возглавил полк и 1 июня 1862 года получил звание полковника. Он прошел многие сражения Семидневной битвы. Во время сражения при Гейнс-Милл 5-й Техасский был задействован в атаке, которая проломила оборону федеральной армии.
Робертсон проявлял необычно много вниманию к условиям содержания солдат, за что в армии его любили и за проявленную заботливость прозвали «тетушка Полли». После сражений на Полуострове бригада участвовала в Северовирджинской кампании. Робертсон командовал полком во втором сражении при Булл-Ран, где был ранен в пах. Несмотря на ранение он пытался продолжить исполнять свои обязанности и участвовал в мэрилендской кампании, где его здоровье сильно пошатнулось. Во время сражения у Южной горы он выбыл из строя из-за осложнений, вызванных ранением, и поэтому не участвовал в сражении при Энтитеме. Несмотря на это он заслужил хорошую репутацию и после того, как Джон Худ перешел на дивизионное командование, техасскую бригаду передали Робертсону и 1 ноября 1862 года он стал бригадным генералом. Первым сражением в его карьере генерала стало сражение при Фредериксберге.
У Жерома Робертсона была одна особенность, которая объединяла его с генералом Ли: только у них двоих дети стали генералами армии Конфедерации.

### Геттисбергская кампания
Весной 1863 года бригада Робертсона участвовала в экспедиции к Саффолку и поэтому пропустила сражение при Чанселорсвилле. В июне его бригада в составе дивизии Джона Худа принимала участие в Геттисбергской кампании. На тот момент она состояла из четырёх полков:
- 3-й арканзасский пехотный полк: полковник Ван Маннинг, подполковник Роберт Тейлор, майор Джон Риди.
- 1-й Техасский полк пехотный: Подполковник Филип Уорк, майор Фредерик Басс.
- 4-й Техасский пехотный полк: Полковник Джон Кей, подполковник Бенжамин Картер, майор Джон Бейн
- 5-й Техасский пехотный полк: Полковник Роберт Поуэлл, подполковник Кинг Брайан, майор Джефферсон Роджерс

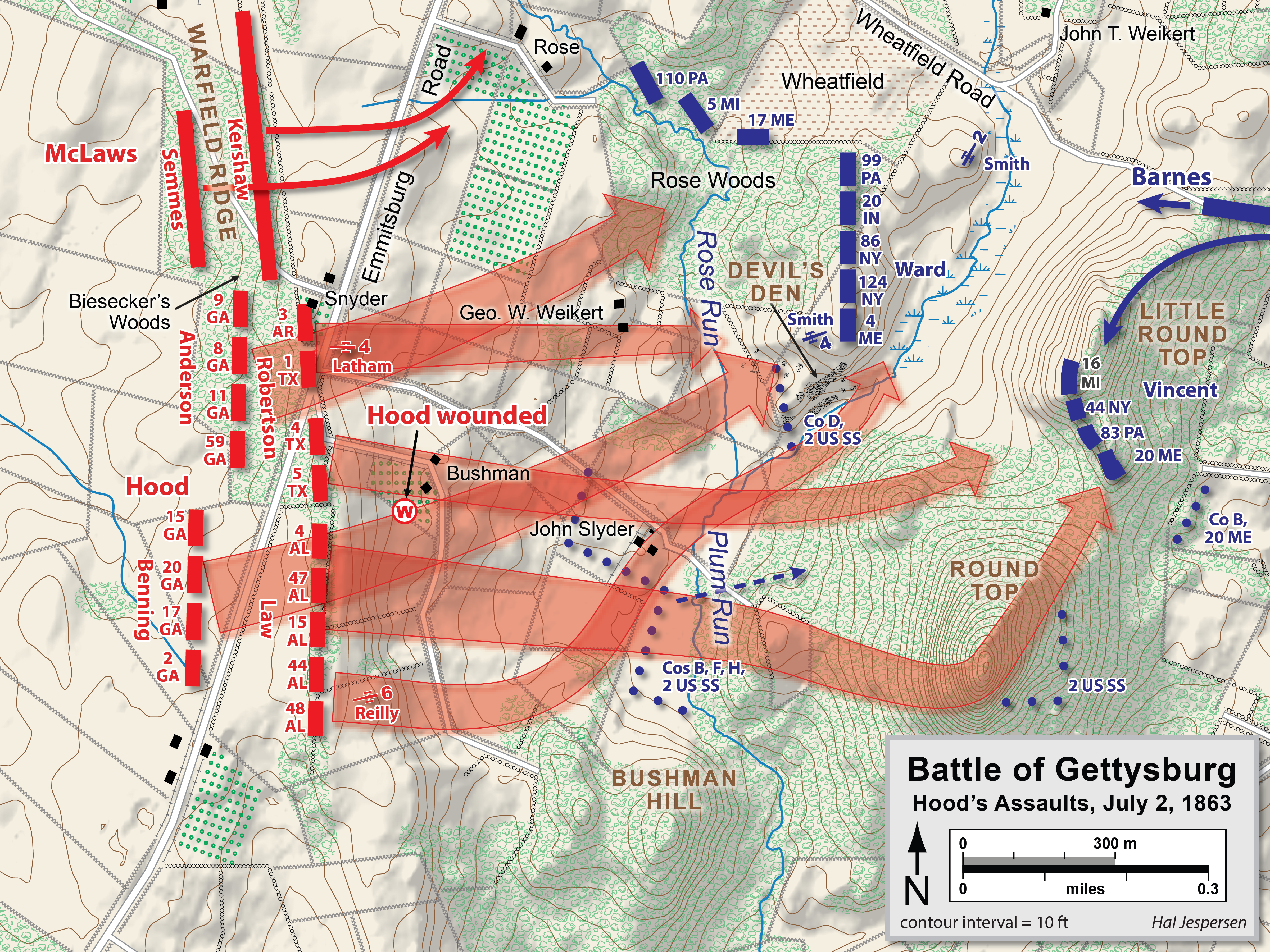
Наступление дивизии Худа.

Дивизия Худа пришла на поле боя только утром на второй день сражения, пройдя 24 мили от места ночевки. Днём 2 июля дивизия была послана в наступление на крайний левый фланг Потомакской армии, и бригада Робертсона наступала на левом фланге дивизии, с бригадой Андерсона во второй линии. Во время наступления два правых полка, 4-й и 5-й техасские, стараясь не отрываться флангом от бригады Эвандера Лоу, уклонились слишком далеко вправо, а после перестроения бригады Лоу оказались фактически в составе этой бригады. У Робертсона осталось только два полка, которыми он атаковал высоту Хукс-Ридж. На этой высоте стояли 20-й Индианский, 86-й Нью-Йоркский и 99-й Пенсильванский полки, вдвое превосходящие численностью отряд Робертсона. Первая атака была отбита, тогда техасский и арканзасский полки отошли, переформировались и пошли во вторую атаку, на это раз почти уничтожив 20-й Индианский. При этом они попали под фланговый огонь 17-го Мэнского полка от стены у поля Уитфилд. 124-й Нью-Йоркский бросился в контратаку и заставил техасцев отойти, но они заняли позицию за каменной стеной Треугольного поля и удержали эту позицию.
Робертсон видел, что левый фланг его бригады никем не прикрыт и запросил у Лонстрита и Беннинга помощи (Худ был уже ранен в это время). Уже стало понятно, что его два полка не смогут прорвать позицию на Хукс-Ридж, но Робертсон старался хотя бы удержать фронт. Ближе к вечеру он был ранен в колено.
Худ и Лоу не оставили рапорта после сражения, а Лонгстрит в рапорте никак не упомянул Робертсона.

### Чикамогская кампания
В сентябре дивизия Худа была отправлена на запад на помощь армии Брегга. 

### В конце войны
Лонгстрит был недоволен его командованием и после сражения при Ваухатчи потребовал его перевода. Их отношения осложнились в ходе Ноксвиллской кампании. «Робертсон, — писал Ларри Тагг, —  был, наверное, слишком гуманистичен. Возможно, прежняя работа врачом не позволяла ему посылать людей на смерть просто слепо повинуясь приказу». В итоге Робертсон был отстранен от командования бригадой. Его послали в Техас, где он командовал резервными частями до конца войны.

## Послевоенная деятельность
После капитуляции техасских войск Робертсон вернулся в Индепенденсе и возобновил врачебную практику. В 1868 году умерла его жена. В 1874 году он вернулся в политику и два года прослужил Суперинтендантом Техасского Иммиграционого бюро. В 1878 году он женился на вдове Хатти Хэндли Хук и переселился в Уэйко. Робертсон занимал несколько руководящих масонских должностей, а так же был организатором ветеранов техасской бригады.
Он умер в 1890 году и был похоронен в Индепенденсе рядом с женой и матерью. В 1894 году его сын перезахоронил всех троих на кладбище Оаквуд-Семетери в Уэйко.